# Експортний кредит
Експортний кредит — кредит, що надають фірми-експортери, банки або уряди для обслуговування та заохочення експорту, сутність якого полягає у відстроченні платежу, що полегшує покупцеві придбання товару.
Такий кредит являє собою інструмент просування товару на світовий ринок. Його надання дозволяє розширити кількість потенційних покупців в порівнянні з варіантом негайної або попередньої оплати за товар, що поставляється. Однак надання такого кредиту пов'язане з ризиком для продавця неотримання оплати за поставлений товар. Для зниження ризику застосовуються різні фінансові технології: підтверджений документарний акредитив і/або страхування експортних кредитів і/або державні чи банківські гарантії.